# Rawia Rawicz
Rawia Rawicz – klub piłkarski z Rawicza o tradycjach sięgających 1923 roku.

## Informacje ogólne
- Rok założenia: 1923
- Barwy klubowe: niebiesko-biało-czerwone
- Adres: ul. Grota Roweckiego 13, 63-900 Rawicz
- Stadion: Stadion OSiR przy ul. Spokojnej
- pojemność: 5 000 (1 000 miejsc siedzących)
- oświetlenie: Jest
- wymiary boiska: 100 m x 60 m

## Historia
Klub "RAWIA Rawicz" powstał w 1923 roku z sekcji piłki nożnej Polskiego Towarzystwa Gimnastycznego "Sokół" działającego wówczas w Rawiczu. Po II wojnie światowej założono w mieście kilka klubów. Piłka nożna najlepiej rozwijała się w "Kolejarzu" i w "Rawii"". W 1966 roku oba kluby przyjęły nazwę "Rawia Rawicz", a w późniejszym czasie  Międzyzakładowy Kolejowy Klub Sportowy (MKKS) RAWIA Rawicz uczestnicząc w rozgrywkach międzywojewódzkich i okręgowych.
Odrodzenie klubu nastąpiło na początku lat 90. Wówczas to seniorzy klubu prowadzeni przez Marka Polowczyka wygrali rozgrywki IV ligi i po raz pierwszy w historii awansowali do rozgrywek III ligi dolnośląskiej. Rawiccy piłkarze grali w niej z powodzeniem do 1999 roku. Następnie pod nazwą Autonomiczna Sekcja Piłki Nożnej (ASPN) RAWIA Rawicz piłkarze grali przez okres 4 lat (1999–2003) w IV lidze(grupa południowa). W tym okresie pierwszy zespół spadł do klasy okręgowej i nastąpił rozpad niektórych grup młodzieżowych.
Ponownej odbudowy klubu dokonała grupa działaczy pod kierunkiem  Marka Polowczyka wieloletniego działacza Rawii. Obecnie pierwszy zespół osiąga sukcesy i jest czołowym zespołem rozgrywek leszczyńskiej klasy okręgowej. W klubie funkcjonuje także 7 grup młodzieżowych (trenuje w nich prawie 150 chłopców).
Od początku lat 90. klub corocznie otrzymuje środki z budżetu gminy.

## Największe sukcesy
- Awans do III ligi (1993) i 7 sezonów w III lidze.

## Strona internetowa
- http://www.rawia.pl